# Dinastia otoniana

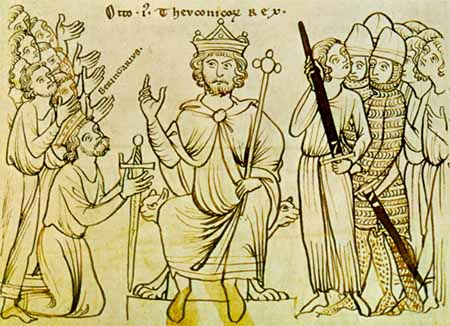
Otão I, o primeiro imperador romano-germânico da dinastia otoniana.

A dinastia otoniana, ou Casa de Liudolfinga, foi uma dinastia de reis da Germânia que governou entre 919 e 1024. Recebeu esse nome devido ao nome do seu primeiro imperador (Otão I), mas também é conhecida como dinastia saxônica devido à origem da família. A própria família também é, às vezes, conhecida como os Liudolfingas, devido ao nome do seu membro mais antigo conhecido e um de seus principais líderes, Liudolfo. Os governantes otonianos também são consideradas como a primeira dinastia do Sacro Império Romano-Germânico e como sucessores da dinastia carolíngia e de Carlos Magno, que é normalmente visto como o fundador original de um novo Império Romano.

## História
Embora nunca tenha sido imperador, Henrique I, o Passarinheiro, duque da Saxônia, foi indiscutivelmente o fundador desta dinastia imperial, pois sua eleição como rei alemão tornou possível ao seu filho, Otão I, assumir o controle do império. Desde Otão I, a maioria dos reis alemães também foi coroada como Imperador Romano-Germânico. Sob o reinado dos governantes otonianos, o reino oriental dos Francos acabou por se tornar a Germânia, com a celebração da unificação dos ducados da Lorena, Saxônia, Francônia, Suábia, Turíngia e Baviera em um império. Também a união da Germânia com o Sacro Império Romano-Germânico, que dominou a história alemã até 1806, iniciou-se com a coroação de Otão I, em Roma, em 962. Mas a previsão do restabelecimento do Império Romano já fracassou com Otão III.
Após a extinção da dinastia otoniana com a morte de Henrique II do Sacro Império Romano-Germânico em 1024, a coroa passou para a dinastia saliana. Liutgarde, uma filha do imperador Otão I, tinha casado com o duque saliano Conrado, o Vermelho, da Lorena. Seu bisneto foi Conrado II, coroado imperador romano-germânico em 1027.

## Reis e imperadores otonianos
- Henrique I, o Passarinheiro, rei dos alemães e duque da Saxônia. Morreu em 936
- Otão I e duque da Saxônia. Morreu em 973
- Otão II: morreu em 983
- Otão III: morreu em 1002
- Santo Henrique II: morreu em 1024

## Outros membros da Casa de Liudolfingo
Alguns famosos outros membros da Casa de Liudolfingo ou otoniana são: 
- Liudolfo, o conde da Saxônia: morreu em 864/866
- Santo Alfredo de Hildesheim: morreu em 874
- Bruno da Saxônia: morreu em 880
- Otão, o Ilustre, duque da Saxônia: morreu em 912
- Gerberga da Saxônia: morreu em 954
- Henrique I da Baviera: morreu em 955
- Liudolfo da Suábia: morreu em 957
- Edviges da Saxônia: morreu em 965
- Bruno I, Arcebispo de Colônia e duque de Lotaríngia: morreu em 965
- Guilherme de Mainz: morreu em 968
- Matilda de Quedlimburgo;
- Otão I da Baviera: morreu em 982
- Henrique II da Baviera, o Briguento: morreu em 995
- Bruno de Augsburgo: morreu em 1029